# 김원훈
김원훈(1989년 1월 30일 ~ )은 대한민국의 희극 배우이다.

## 학력
- 명지전문대학 음악과
- 계산공업고등학교 설비과

## 출연 작품
- 《개그콘서트》
  - 〈민상토론〉
  - 〈블랙 스네이크〉경호원 역
  - 〈베테랑〉
  - 〈유전자〉
  - 〈왜딩〉
  - 〈1대 1〉유와인 역
  - 〈넘사벽〉
  - 〈이럴 줄 알고〉
  - 〈평양의 후예〉
  - 〈아무말 대잔치〉
  - 〈핵갈린 늬우스〉
  - 〈창과 방패〉
  - 〈연기돌〉
  - 〈주마등〉
  - 〈오목고시원〉
- 《SNL 코리아》
- 《목스박》
- 《비밀은 없어》 김성훈 역 (특별출연)
- 《직장인들》 김원훈 역
- 《직장인들 시즌 2》 김원훈 역
- 《마이턴》

## 유행어
- 오이가없네? (1대1)
- 유이가없네? (1대1)
- 안녕하세요김원훈입니다. (안녕하세요)
- 그렇게 됐다. (그만했으면회)
- 아니, ~~했어. (오목고시원)